# Glen Mills (Pennsylvanie)

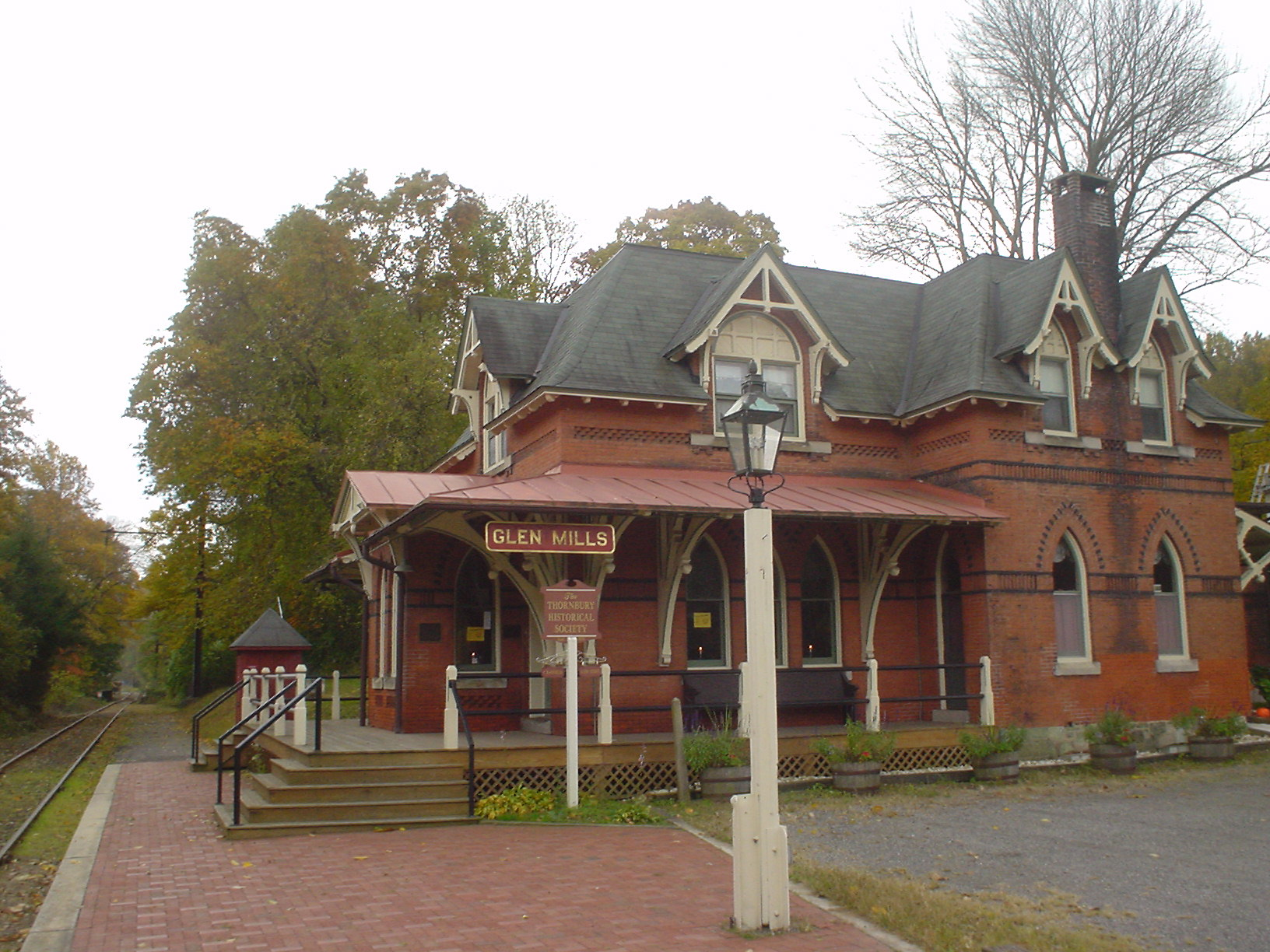
Gare de Glen Mills, construite dans les années 1860.

Glen Mills est une commune non incorporée de Concord, en Pennsylvanie dans le comté de Delaware. Elle se trouve à environ 44 kilomètres à l'ouest de Philadelphie.

## Histoire
Le territoire autour de Glen Mills faisait partie des terres données à William Penn en 1681. George Cheyney est le premier colon à s'y installer et la petite ville de Cheyney lui doit son nom. Plus tard, ce territoire est vendu et parcellisé. Le nom de Glen Mills est dû à deux moulins de papier construits par la famille Willcox, l'un en 1835 et l'autre en 1846. De 1864 à 1878, ces moulins fournissent le gouvernement américain en papier.
Ces moulins n'existent plus, seul le moulin construit en 1704 par Nathaniel Newlin est encore debout 1704 et constitue un lieu touristique. Ce Newlin Mill Complex est inscrit au Registre national des lieux historiques en 1983.
La compagnie de chemin de fer West Chester & Philadelphia Railroad arrive à Glen Mills vers 1858, reliant Philadelphie à  West Chester. La compagnie Pennsylvania Railroad rachète la ligne en 1880. Des trains de passagers ont desservi Glen Mills par la SEPTA jusqu'en 1986. Aujourd'hui, la compagnie de chemin de fer touristique West Chester Railroad fait circuler des trains entre Glen Mills et West Chester, tous les week-ends.

## Personnalités
Le pilote Michael R. Horrocks, mort pendant les attaques du 11 septembre 2001, demeurait à Glen Mills. C'était le premier officier du vol 175 de l'United Airlines, dont l'appareil a été le deuxième à frapper le World Trade Center.

## Golf
Le golf de Glen Mills a été dessiné par Bobby Weed et sert aussi aux écoles de Glen Mill.

## Patrimoine
- Église Saint-Thomas de Glen Mills, inscrite au Registre national des lieux historiques.